# Mike Jones (Footballspieler, 1969)
Michael Anthony Jones (* 15. April 1969 in Kansas City, Missouri) ist ein ehemaliger US-amerikanischer American-Football-Spieler auf der Position des Linebackers. In seiner Karriere spielte er für die Oakland Raiders, die Pittsburgh Steelers und die St. Louis Rams in der National Football League (NFL). Bekannt wurde er durch seinen Tackle im Super Bowl XXXIV, welches den St. Louis Rams den Sieg einbrachte. In den USA ging dieses Ereignis als „The Tackle“ in die Geschichte ein.

## Frühe Jahre
Jones ging in seiner Geburtsstadt auf die High School. Später besuchte er die University of Missouri.

## NFL

### Los Angeles Raiders/Oakland Raiders
Nach dem NFL-Draft 1991 nahmen die Los Angeles Raiders Jones unter Vertrag. 1992 spielte er zusätzlich noch für Sacramento Surge in der WLAF, wo er auch den World Bowl gewann. 1995 gelang ihm seine erste Interception in der NFL.

### St. Louis Rams
Zur Saison 1997 wechselte Jones zu den St. Louis Rams. Mit den Rams erreichte er nach der Saison 1999 den Super Bowl XXXIV. Hier erlangte Jones Berühmtheit, da er in aller letzter Sekunde durch einen Tackle gegen Kevin Dyson, nach Pass von Steve McNair, den letzten Angriff der Tennessee Titans stoppte und somit die Rams den Super Bowl gewannen. In Amerika ging dieser Tackle als „The Tackle“ in die Geschichtsbücher ein. Jones’ Tackle wurde von ESPN zum „zweitgrößten Super-Bowl-Moment aller Zeiten“ gewählt und gilt in den USA als einer der dramatischsten Sportmomente überhaupt.

### Pittsburgh Steelers
Zur Saison 2001 wechselte Jones zu den Pittsburgh Steelers. Hier blieb er zwei Jahre.

### Oakland Raiders
Zur Saison 2002 kehrte er zu den Oakland Raiders zurück. Hier bestritt er drei Spiele.

### Zweiter Aufenthalt bei den Pittsburgh Steelers
Im Laufe der Saison 2002 kehrte er auch zu den Pittsburgh Steelers zurück. Er absolvierte hier noch sechs Spiele, ehe er seine Karriere beendete.

## Nach der NFL
Jones war Head Coach von mehreren Highschools und bis zum 26. September 2016 von der Lincoln University.